# Days May Come and Days May Go
Days May Come and Days May Go è una compilation del gruppo rock britannico Deep Purple, pubblicato nel 2000.

## Tracce
The 1975 California Rehearsals
1. Owed to G (Instrumental) - 3:31
2. If You Love Me Woman - 10:06
3. The Orange Juice Song - 3:33
4. I Got Nothing for You - 12:52
5. Statesboro Blues - 5:54
6. Dance to the Rock & Roll - 11:01
7. Drifter (Rehearsal Sequence) - 3:28
8. Drifter (Version 1) - 4:02
9. The Last of the Long Jams - 9:04
10. Untitled Song - 1:05

Durata totale: 64:42
1420 Beachwood Drive: The 1975 Rehearsals, Volume 2
1. Drifter (Version 2) - 4:04
2. Sail Away Riff - 2:54
3. You Keep On Moving (take 1) - 8:18
4. Pirate Blues (jam) - 6:46
5. Say You Love Me - 7:24

Durata totale: 29:29

## Formazione
- Tommy Bolin - chitarra, voce
- David Coverdale - voce
- Glenn Hughes - basso, voce
- Jon Lord - tastiera, organo, minimoog, voce
- Ian Paice - batteria, percussioni